# José Salvador Carmona

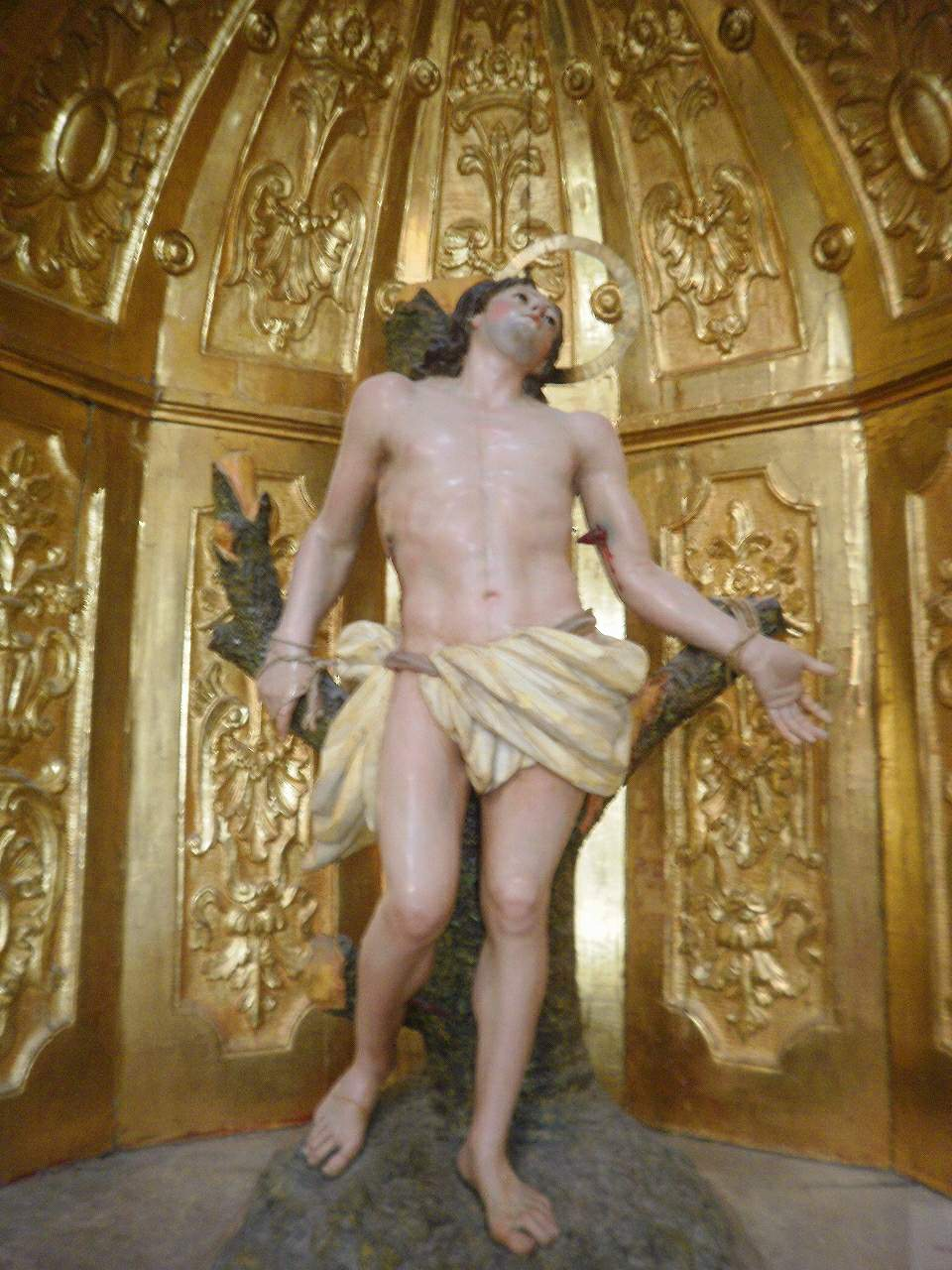
San Sebastián. Catedral de Coria

José Salvador Carmona (Nava del Rey, Valladolid, c. 1730 - Hontoba, Guadalajara, c. 1800) escultor español del siglo XVIII.

## Biografía
Sobrino y discípulo de Luis Salvador Carmona y hermano de los grabadores Manuel y Juan Antonio, José Salvador García nació en 1700 en Nava del Rey (Valladolid), donde residían sus padres Pedro Salvador Carmona y María García. Representante de un estilo rococó tardío, especializado en imaginería religiosa en madera policromada. Según Ceán Bermúdez, fue un artista estimable, sobre todo cuando se ceñía a los modelos de su tío, de cuyo estilo nunca se alejó.

## Obras conservadas
- Virgen Dolorosa (1768), iglesia de San Jerónimo el Real (Madrid)
- Virgen del Rosario (1769), iglesia de Santa María la Mayor de Ezcaray (La Rioja)
- San Sebastián (1777), catedral de Santa María de la Asunción de Coria (Cáceres)
- San Miguel Arcángel, catedral de Santa María de la Asunción de Coria (Cáceres)
- San Luis obispo (1779), catedral de Santa María de la Asunción de Coria (Cáceres)
- Santa Ana (1776), santuario de Nuestra Señora de la Montaña, Cáceres
- Cristo de la Salud (1767), santuario de Nuestra Señora de la Montaña, Cáceres
- Jesús Nazareno (1780), iglesia de Nuestra Señora de la Asunción, Malpartida de Cáceres (Cáceres)
- San Lorenzo (1775), parroquia de Santa María de Astáriz, Castrelo de Miño (Orense)
- San Camilo de Lelis (1775), parroquia de Santa María de Astáriz, Castrelo de Miño (Orense)
- Cristo de la Caridad (h. 1770), monasterio de San Miguel de las Victorias, Priego (Cuenca)
- Santa Margarita de Cortona (h. 1770), iglesia de San Nicolás de Bari, Priego (Cuenca)
- Santa María Magdalena (h. 1770), iglesia de San Nicolás de Bari, Priego (Cuenca)
- Virgen Dolorosa (h. 1770), iglesia de San Nicolás de Bari, Priego (Cuenca)
- Crucificado alado (h. 1770), iglesia de San Nicolás de Bari, Priego (Cuenca)
- San Francisco recibiendo los estigmas (h. 1770), formaba conjunto con el anterior, ahora conservado en la catedral de Cuenca.
- Virgen de la Peña (h. 1770), iglesia de San Nicolás de Bari, Priego (Cuenca)
- San Miguel Arcángel (h. 1770), iglesia de San Nicolás de Bari, Priego (Cuenca)
- San José (h. 1770), iglesia de San Nicolás de Bari, Priego (Cuenca)
- Santo Domingo de Guzmán (h. 1770), iglesia de San Nicolás de Bari, Priego (Cuenca)
- San Antonio de Padua (h. 1770), iglesia de San Nicolás de Bari, Priego (Cuenca)
- San Francisco de Asís (h. 1770), iglesia de San Nicolás de Bari, Priego (Cuenca)
- San Pedro de Alcántara (h. 1770), iglesia de San Nicolás de Bari, Priego (Cuenca)
- San Pascual Bailón (h. 1770), catedral de Santa María y San Julián de Cuenca
- San Francisco de Asís, iglesia de Nuestra Señora de la Asunción, Oropesa (Toledo)
- San Antonio de Padua, iglesia de Nuestra Señora de la Asunción, Oropesa (Toledo)
- San Pascual Bailón, iglesia de Nuestra Señora de la Asunción, Oropesa (Toledo)
- San Pedro mártir, iglesia de Nuestra Señora de la Asunción, Oropesa (Toledo)
- San Benito de Palermo (h. 1770), iglesia de Nuestra Señora de la Asunción, Oropesa (Toledo)

## Obras atribuidas
- Cruz de altar, catedral de Santa María de la Asunción de Coria (Cáceres)
- Piedad, iglesia de Santa María la Mayor, Béjar (Salamanca)
- San Bartolomé, iglesia de Nuestra Señora de la Asunción, Oropesa (Toledo)
- Santa Escolástica, monasterio de San Salvador, Celanova (Orense)